# Ԣ
Ԣ (minuskule: ԣ) je v současné době[kdy?] oficiálně již nepoužívané písmeno cyrilice. Jedná se o variantu písmena Н. Bylo používáno pro zápis čuvaštiny.[zdroj?]